# Чапанов, Руслан Эдильгиреевич
Русла́н Эдильгире́евич Чапа́нов (4 апреля 1947, Павлодар — 5 ноября 2023) — советский и российский тренер по боксу. Считается основоположником школы бокса Ингушетии, личный тренер ряда титулованных ингушских боксёров, в том числе олимпийского чемпиона Рахима Чахкиева и чемпиона мира среди профессионалов Ахмеда Котиева. Заслуженный тренер России по боксу и по кикбоксингу, заслуженный работник физической культуры России (2022).

## Биография
Руслан Чапанов родился 4 апреля 1947 года в городе Павлодаре Казахской ССР (его отец Эдильгирей Бунахоевич Чапанов, участник боёв у озера Хасан и Великой Отечественной войны, инвалид войны, был депортирован сюда в 1944 году). Активно заниматься боксом начал с детства, проходил подготовку под руководством Анатолия Леонидовича Петрова, позже был подопечным тренера Алика Хаялиева. Как спортсмен показывал довольно неплохие результаты, выполнил норматив мастера спорта СССР, однако из-за травмы спины вынужден был рано завершить спортивную карьеру.
В 1969 году переехал на историческую родину на Кавказ, поселившись в посёлке Карца Пригородного района, где в 1980 году открыл собственную школу бокса и начал осуществлять тренерскую деятельность. Тренировал боксёров в секции спортивного общества Вооружённых Сил СССР. Начиная с 1992 года проживает в Назрани, в течение многих лет работает старшим тренером в Республиканской специализированной детско-юношеской школе по боксу Игнушетии. Занимал должность президента Федерации бокса Республики Ингушетия.
За долгие годы тренерской работы подготовил многих титулованных боксёров, добившихся успеха на международной арене. Один из самых известных его учеников — заслуженный мастер спорта Рахим Чахкиев, олимпийский чемпион, серебряный призёр чемпионата мира, чемпион России, впоследствии сделавший успешную карьеру среди профессионалов. Другой его воспитанник — известный ингушский боксёр-профессионал Ахмед Котиев, чемпион мира по версии Всемирной боксёрской организации, ныне министр по физической культуре и спорту Республики Ингушетия. В разное время его подопечными были мастера спорта Умар Джаниев, Казбек Джаниев, Казбек Дзауров, Макшарип Местоев, Хусен Льянов, Бай-Али Дзауров, Хаваж Манкиев, Ислам Патиев, Магомед Дзауров, Илез Яндиев и др.
За успешную подготовку спортсменов, добившихся высоких спортивных достижений на Играх XXIX Олимпиады 2008 года в Пекине в 2010 году награждён медалью ордена «За заслуги перед Отечеством» II степени.
Также проявил себя как тренер по кикбоксингу, трое его воспитанников становились чемпионами мира в этом виде спорта.
За выдающиеся достижения на тренерском поприще дважды удостоен почётного звания «Заслуженный тренер России» — по боксу и по кикбоксингу.